# Hanns Rothbarth
Hanns Rothbarth (* 27. Juni 1904 in Dresden; † 11. Oktober 1944 im KZ Sachsenhausen) war ein deutscher Widerstandskämpfer gegen den Nationalsozialismus und Kommunist.

## Leben
Rothbarth, von Beruf Textilarbeiter, war Mitglied der KPD. 1922 trat der Bergsteiger der Vereinigten Kletterabteilung des Vereins Naturfreunde bei. In Dresden gehörte er der KPD-Stadtleitung an. Von 1927 bis 1933 war er bei der Dresdner Gardinen- und Spitzenmanufaktur AG in Dobritz tätig. Nach der Machtübernahme durch die Nationalsozialisten beteiligte er sich am illegalen Widerstand. Ende Juni 1936 wurde Rothbarth verhaftet und später ins KZ Sachsenhausen überstellt. Dort wurde er gemeinsam mit anderen Kommunisten im Oktober 1944 erschossen.
Die Verwandten von Rothbarth sind auf dem Heidefriedhof in Dresden beigesetzt.

## Ehrungen
- Ihm zu Ehren besteht in Dobritz die Hanns-Rothbarth-Straße. Außerdem trug bis 1990 die 73. Polytechnische Oberschule im Stadtteil Leuben seinen Namen (jetzt Hoga Schule). Dort erinnert auch ein Denkmal auf dem Schulhof an ihn.[3] Hinter dem kleinen Freilufttheater (vom Haupteingang rechts) ist das Denkmal zwischen zwei Nadelbäumen zu finden.
- Nach dem außerhalb Dresdens eher unbekannten Rothbarth war das Kinderheim in Kletzke in der Prignitz benannt. Die damalige Leiterin des Heims war eine sächsische Kommunistin und mit ihm persönlich bekannt.[4] Der in den 1950er Jahren vor dem Heim aufgestellte Gedenkstein steht in der Liste der Baudenkmale der Gemeinde Plattenburg.